# Pataniscas de bacalhau

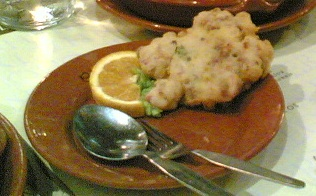
Patanisca de bacalhau.

Las pataniscas de bacalhau es un plato muy popular de la cocina lusa que emplea como ingrediente el bacalao en salazón (bacalhau), se trata de un plato originario de Extremadura y que puede probarse en numerosos restaurantes de Lisboa. Su forma es parecida al buñuelo.
El bacalao se desala y después se le quita la piel y las espinas. Se separa en lascas que se colocan a marinar durante dos horas en un poco de leche y limón. Aparte se prepara una masa fresca con la harina, los huevos enteros, la sal, la pimienta, el perejil, la cebolla, el aceite de oliva virgen y el agua necesario. Mezcle las lascas en la masa y fría en aceite bien caliente, cucharadas del preparado. Después de fritas y bien escurridas sobre papel absorbente, espolvorear las pataniscas con sal.